# هرمان مولر
هرمان مولر(به آلمانی: Hermann Müller) (زادهٔ ۱۸ مهٔ ۱۸۷۶ – درگذشته ۲۰ مارس ۱۹۳۱) سیاست‌مدار عضو حزب سوسیال دموکرات آلمان، وزیر امور خارجهٔ آلمان میان سال‌های ۱۹۱۹–۱۹۲۰ و دو دور صدر اعظم جمهوری وایمار بود. او از امضاکنندگان معاهده ورسای در ۱۹۱۹ بود.

## زندگی
هرمان مولر در مانهایم زاده‌شد. تا ۱۹۰۶ ویراستار روزنامهٔ سوسیالیست گورلیتسر فولکسایتونگ بود. در خلال جنگ جهانی یکم به فرانسه رفت تا بلکه با سوسیالیست‌های آنجا راهی برای اتحاد و پایان جنگ بجوید که البته ناکام ماند.
در ۱۹۱۶ نمایندهٔ رایشستاگ شد و در ۱۹۱۹ به وزارت امور خارجه در کابینهٔ گوستاف باوئر برگزیده‌شد. در ۱۹۱۹ در این مقام از امضاکنندگان پیمان ورسای بود. پس از کودتای کاپ او در مارس ۱۹۲۰ به صدارت عظمی رسید، مولر این جایگاه را تا ماه ژوئن حفظ‌نمود. کنستانتین فرنباخ از حزب مرکزی آلمان جای او را گرفت.
مولر برای بار دوم در پی ائتلاف بزرگی از حزب سوسیال دموکرات، حزب مرکز، حزب دموکراتیک آلمان و حزب خلق آلمان به صدر اعظمی رسید. ائتلاف گرچه اکثریت را در رایشستاگ به دست آورد، ولی به زودی اختلاف‌ها رخ‌نمود، به ویژه میان حزب سوسیال دموکرات و حزب خلق بر سر تعیین بودجه، رکود بزرگ بر گرفتاری‌ها افزود. مولر ناچار به کناره‌گیری شد. یک سال پس از آن او بر اثر بیماری کیسه صفرا درگذشت.